# فرودگاه بین‌المللی ایلورین
فرودگاه بین‌المللی ایلورین (به انگلیسی: Ilorin International Airport) یک فرودگاه همگانی با کد یاتا ILR است که یک باند فرود آسفالت دارد و طول باند آن ۳۱۰۰ متر است. این فرودگاه در شهر ایلورین کشور نیجریه قرار دارد و در ارتفاع ۳۴۳ متری از سطح دریا واقع شده‌است.

## شرکت‌های هواپیمایی و مقصدهای پروازی
| شرکت‌های هواپیمایی | مقصدهای پروازی             |
| ----------------- | -------------------------- |
| آریک ایر          | ننامدی آزیکیوه             |
| اوورلند ایرویز    | ننامدی آزیکیوه، مرتلا محمد |